# 阿莱特·波斯
阿莱特·波斯（荷蘭語：Alette Pos，1962年3月30日—），生于阿纳姆，荷兰前女子曲棍球运动员。她曾代表荷兰国家队参加1984年夏季奥林匹克运动会曲棍球比赛，获得一枚金牌。